# Duron
Pour les articles homonymes, voir Duron (homonymie).
K6-2 Sempron

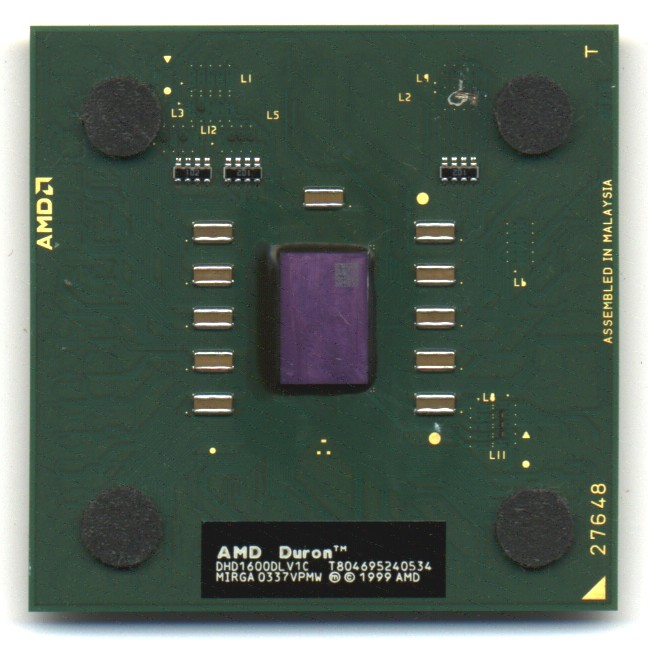
"Applebred" Duron, "A"-model

Duron est un microprocesseur qui fut produit par la société AMD. Il fut commercialisé à partir du 19 juin 2000.
Le Duron était l'entrée de gamme d'AMD. En comparaison avec Intel, il était à l'Athlon ce que le Celeron était aux Pentium. Le Duron utilisait la même architecture que son grand frère, l'Athlon, à la différence que pour abaisser les coûts de production, AMD avait diminué la taille du cache de niveau 2. Le bus central aussi avait été restreint à 100 MHz (200 DDR) au lieu des 133, 166 ou 200 MHz pour les Athlons. Ce processeur était vendu moins cher que son équivalent Athlon, à performances légèrement inférieures. Tout comme l'Athlon, il était compatible avec le Socket A.

## Évolutions

### Duron «Spitfire» (Model 3, 180 nm)
- Cache L1 : 64 + 64 Kio (Données + Instructions)
- Cache L2 : 64 Kio
- MMX, 3DNow!
- Socket A (EV6)
- FSB : 100 MHz (FSB 200 MT/s)
- VCore : 1,50 V - 1,60 V
- 600 MHz - 950 MHz

### Duron «Morgan» (Model 7, 180 nm)
- Cache L1 : 64 + 64 Kio (Données + Instructions)
- Cache L2 : 64 Kio
- MMX, 3DNow!, SSE
- Socket A (EV6)
- FSB : 100 MHz (FSB 200 MT/s)
- VCore : 1,75 V
- 900 MHz - 1300 MHz

### Duron «Applebred» (Model 8, 130 nm)
- Cache L1 : 64 + 64 Kio (Données + Instructions)
- Cache L2 : 64 Kio
- MMX, 3DNow!, SSE
- Socket A (EV6)
- FSB : 133 MHz (FSB 266 MT/s)
- VCore : 1,50 V
- 1400, 1600, 1800 MHz